# Cronologia do Futebol Clube do Porto
Este artigo é uma cronologia da história do Futebol Clube do Porto. Este anexo inclui apenas os títulos mais marcantes e os eventos mais marcantes, excluindo todos os títulos conquistados.
| Ano  | Dia e mês      | Eventos |
| ---- | -------------- | --- |
| 1893 | 28 de setembro | Fundação do clube como Foot-Ball Club do Porto                                                                                   |
| 1893 | 8 de outubro   | Primeiro jogo de futebol (contra o Clube de Aveiro)                                                                              |
| 1893 | 25 de outubro  | Convite de António Nicolau d'Almeida para um jogo de futebol com o Club Lisbonense                                               |
| 1894 | 2 de março     | Jogo de futebol contra o Club Lisbonense, com a vitória do adversário por 1–0                                                    |
| 1896 | —              | Início de um período de inatividade                                                                                              |
| 1906 | agosto         | Refundação do clube por José Monteiro da Costa                                                                                   |
| 1906 | agosto         | Fundação das secções de atletismo, futebol, ginástica, halterofilismo, boxe, natação, patinagem, polo aquático e ténis de campo. |
| 1906 | agosto         | Construção do Campo da Rua da Rainha                                                                                             |
| 1907 | 15 de dezembro | Primeiro jogo contra uma equipa estrangeira, o Real Fortuna de Vigo                                                              |
| 1911 | —              | Primeiro troféu, a Taça José Monteiro da Costa                                                                                   |
| 1912 | julho          | Construção do Campo da Constituição                                                                                              |
| 1913 | 3 de outubro   | Criação da Associação de Futebol do Porto juntamente com o Leixões                                                               |
| 1915 | 16 de maio     | Primeiro troféu regional, o Campeonato Regional do Porto                                                                         |
| 1918 | —              | Criação do jornal "Porto Sportivo", primeiro órgão oficial do clube                                                              |
| 1921 | —              | Primeiro título nacional de atletismo (Alfredo Carvalho, nos 110m barreiras)                                                     |
| 1922 | —              | Primeiro troféu nacional de futebol, o Campeonato de Portugal                                                                    |
| 1926 | 9 de maio      | Fundação da secção de basquetebol                                                                                                |
| 1928 | —              | Fundação da secção de ciclismo                                                                                                   |
| 1929 | 20 de outubro  | Fundação da secção de hóquei em campo                                                                                            |
| 1932 | 5 de outubro   | Fundação da secção de andebol |
| 1935 | —              | Primeiro Campeonato Nacional de futebol                                                                                          |
| 1939 | —              | Obras no Campo da Constituição, capacidade aumentada para 20 mil espetadores                                                     |
| 1939 | —              | Primeiro Campeonato Nacional de andebol de onze                                                                                  |
| 1940 | —              | Fundação da secção de pesca desportiva                                                                                           |
| 1943 | —              | Fundação da secção de voleibol                                                                                                   |
| 1944 | —              | Fundação da secção de hóquei em patins                                                                                           |
| 1947 | —              | Escritura de promessa dos terrenos das Antas                                                                                     |
| 1948 | —              | Escritura definitiva dos terrenos das Antas                                                                                      |
| 1949 | —              | Criação do jornal "O Porto" |
| 1949 | dezembro       | Primeira pedra do Estádio das Antas                                                                                              |
| 1950 | —              | Fundação da secção de bilhar |
| 1952 | 28 de maio     | Inauguração do Estádio das Antas                                                                                                 |
| 1952 | —              | Primeira conquista no Campeonato Nacional de basquetebol                                                                         |
| 1954 | —              | Primeiro Campeonato Nacional de andebol de sete                                                                                  |
| 1955 | —              | Criação do Lar do Jogador |
| 1956 | 27 de maio     | Primeira Taça de Portugal no futebol                                                                                             |
| 1960 | —              | Pista de ciclismo no Estádio das Antas                                                                                           |
| 1968 | —              | Construção da Piscina das Antas                                                                                                  |
| 1968 | —              | Construção do Mausoléu do FC Porto no Cemitério de Agramonte                                                                     |
| 1969 | —              | Primeiro Campeonato Nacional de voleibol                                                                                         |
| 1970 | —              | Criação da equipa feminina de voleibol                                                                                           |
| 1973 | —              | Construção do pavilhão gimnodesportivo no complexo das Antas                                                                     |
| 1973 | 16 de dezembro | Morte de Pavão |
| 1976 | —              | Construção da bancada Maratona e arquibancada                                                                                    |
| 1981 | 8 de dezembro  | Primeira Supertaça Cândido de Oliveira no futebol                                                                                |
| 1982 | —              | Primeiro troféu europeu em qualquer modalidade coletiva a Taça das Taças de hóquei em patins                                     |
| 1982 | 17 de abril    | Eleição de Jorge Nuno Pinto da Costa para presidente do clube                                                                    |
| 1983 | —              | Primeiro Campeonato Nacional de hóquei em patins                                                                                 |
| 1983 | —              | Primeira participação num torneio intercontinental em qualquer modalidade coletiva, a Taça Intercontinental de hóquei em patins  |
| 1983 | —              | Criação da Loja Azul (FC Porto Store)                                                                                            |
| 1984 | 16 de maio     | Primeira final europeia de futebol, a Taça das Taças                                                                             |
| 1985 | —              | Criação da Revista Dragões |
| 1986 | —              | Rebaixamento do relvado do Estádio das Antas                                                                                     |
| 1986 | —              | Primeira Taça dos Campeões Europeus no hóquei em patins                                                                          |
| 1986 | —              | Primeira Taça Continental de hóquei em patins                                                                                    |
| 1987 | 27 de maio     | Primeiro troféu europeu no futebol, a Taça dos Clubes Campeões Europeus                                                          |
| 1987 | 9 de dezembro  | Fundação da secção de desporto adaptado                                                                                          |
| 1987 | 13 de dezembro | Primeiro troféu intercontinental no futebol, a Taça Intercontinental                                                             |
| 1988 | 13 de janeiro  | Primeira Supertaça Europeia no futebol                                                                                           |
| 1990 | —              | Primeira Taça dos Clubes Campeões Europeus de hóquei em patins                                                                   |
| 1994 | —              | Primeira Taça CERS de hóquei em patins                                                                                           |
| 1997 | —              | Criação de SAD's para o futebol e o basquetebol                                                                                  |
| 1999 | —              | Pentacampeonato no futebol |
| 2002 | 5 de agosto    | Inauguração do CTFD PortoGaia |
| 2003 | 21 de maio     | Primeira Taça UEFA de futebol |
| 2003 | 13 de novembro | Inauguração do Estádio do Dragão                                                                                                 |
| 2009 | 23 de abril    | Inauguração do Dragão Caixa |
| 2011 | —              | Primeiro campeonato invicto no futebol                                                                                           |
| 2011 | —              | Decacampeonato de hóquei em patins                                                                                               |
| 2011 | —              | Primeira Blue Stars/FIFA Youth Cup de futebol                                                                                    |
| 2013 | 26 de outubro  | Inauguração do Museu do clube |
| 2019 | —              | Primeira Youth League de futebol                                                                                                 |
| 2019 | —              | Criação da equipa feminina de voleibol                                                                                           |
| 2021 | 19 de dezembro | Primeiro troféu intercontinental de hóquei em patins, a Taça Intercontinental                                                    |
| 2023 | —              | Promessa dos terrenos para a Academia de futebol na Maia                                                                         |
| 2024 | 27 de abril    | Eleição de André Villas-Boas para presidente do clube, após 42 anos de presidência de Jorge Nuno Pinto da Costa                  |
| 2024 | —              | Queda do projeto da Academia da Maia                                                                                             |
| 2024 | —              | Criação da equipa feminina de futebol                                                                                            |